# Luombe
Der Luombe ist ein Fluss in Sambia.

## Verlauf
Der Fluss hat sein Quellgebiet etwa 70 km südlich von Mbala, nahe der Ortschaft Senga Hill. Er fließt zunächst in südwestliche Richtung und quert dabei die M1. Nach etwa der Hälfte seines Weges dreht er nach Süden. Etwa 10 km vor seiner Mündung liegen die Mutumuna und die Chishimba-Fälle, deren Höhenunterschied auch zur Stromgewinnung genutzt wird. Schließlich mündet der Luombe 30 km westlich von Kasama in den Lukulu.

## Hydrometrie
Die Durchflussmenge des Luombe wurde an der hydrologischen Station Chishimba Falls knapp 10 km vor der Mündung, über die Jahre 1980 bis 1984 gemittelt, gemessen (in m³/s).
- Diagrammdaten:
- Definition |
- Rohdaten |
- Hilfe

## Haupt- und Nebenfluss
In manchen Quellen ist es der Lukulu, der in den Luombe mündet, der dann entsprechend der Nebenfluss des Chambeshi ist.